# جوان هيريرا
جوان هيريرا (بالإسبانية: Joan Jaramillo)‏ (14 أبريل 1994 بكالي في كولومبيا - ) هو لاعب كرة قدم كولومبي في مركز الدفاع. لعب مع Universitario Popayán ‏ وFK Iskra Borčice ‏ وBoyacá Chicó F.C. ‏.

## وصلات خارجية
- جوان هيريرا على موقع قاعدة بيانات كرة القدم.إي يو (الإنجليزية)
- جوان هيريرا على موقع Soccerway.com (الإنجليزية)
- جوان هيريرا على موقع عالم كرة القدم.نت (الإنجليزية)